# Anse du Loup (St. Peters Bay)
Anse du Loup – zatoka (ang. cove, fr. anse) zatoki St. Peters Bay w kanadyjskiej prowincji Nowa Szkocja, w hrabstwie Richmond; nazwa urzędowo zatwierdzona 1 marca 1956.